# Jessica Knappett
Jessica Amy Knappett, född 28 november 1984, är en engelsk komiker, skådespelerska och författare.

## Biografi
Jessica Knappett är född och uppvuxen i Bingley i West Yorkshire. Hon studerade på Woodhouse Grove School i närliggande Apperley Bridge, innan hon fortsatte med studier i drama och engelska vid University of Manchester. Hon var en av grundarna till Lady Garden, en komikergrupp som bildades i Manchester 2005. De turnerade i England och deltog i fler komedifestivaler, bland annat på Edinburgh Festival Fringe 2008, 2009 och 2010.
Som skådespelare var hon med i The Inbetweeners Movie, från 2011 Hon har därefter varit med i flera TV- och filmproduktioner, bland annat i Alan Partridge-filmer. Hon skapade, producerade, författade och spelade huvudrollen i E4:s situationskomedi Drifters.
Knappett är ofta deltagare i panelshower som 8 Out of 10 Cats, Hypotetical och The Last Leg. Hon har skrivit för The Guardian, The Independent, Glamour, ShortList och NME.  Hon var en av de tävlande i den sjunde säsongen av Bäst i test England. Ett av tävlingsmomenten utfördes ut på en tunga ut från scenen som hon föll av. Därefter kallas tungan "The Knappet" när tävlingsmomenten avgörs där.